# لهرگین
لهرگین، روستایی از توابع بخش قره‌پشتلو شهرستان زنجان در استان زنجان ایران است.شغل اکثر مردم دامداری و کشاورزی است،کشاورزی این منطقه به صورت دیم است و بیشتر عدس،یونجه ،جو و گندم دیمی کشت می شود،هوای این روستا در زمستان بسیار سرد و در تابستان خنک می باشد ،صبح ها اکثر مه آلود و مرطوب می باشد ،در فصل بهار مناظر سر سبز و دشت های زیبای این منطقه دل هر رهگذری را می رباید.

## جمعیت
این روستا در دهستان قره‌پشتلو پایین قرار دارد و براساس سرشماری مرکز آمار ایران در سال ۱۳۸۵، جمعیت آن ۶۲ نفر (۱۳خانوار) بوده‌است.